# Марійський духовний центр — Зарваниця (срібна монета)
«Марі́йський духо́вний центр — Зарвани́ця» — пам'ятна срібна монета номіналом 10 гривень, випущена Національним банком України, присвячена одному з давніх місць паломництва — Марійському духовному центру — Зарваниці (Тернопільська обл.), створення якого пов'язують з появою за легендою чудотворної ікони Матері Божої. Сьогодні Зарваниця — одне з найбільших відпустових місць.
Монету введено в обіг 28 травня 2010 року. Вона належить до серії «Відродження християнської духовності в Україні».

## Опис монети та характеристики
| Номінал грн. | Метал            | Маса, г      | Діаметр, мм | Якість виготовлення | Гурт                           | Тираж, штук |
| ------------ | ---------------- | ------------ | ----------- | ------------------- | ------------------------------ | ----------- |
| 10           | срібло 925 проби | 31,1 / 33,62 | 38,61       | пруф                | гладкий із заглибленим написом | 7 000       |

### Аверс
На аверсі монети розміщено малий Державний Герб України, напис півколом «НАЦІОНАЛЬНИЙ БАНК УКРАЇНИ» (угорі), номінал, рік карбування монети — «10/ГРИВЕНЬ/2010» (унизу) та зображено чудотворну ікону Зарваницької Матері Божої, з лівого і правого боків — ангели з іконостаса.

### Реверс

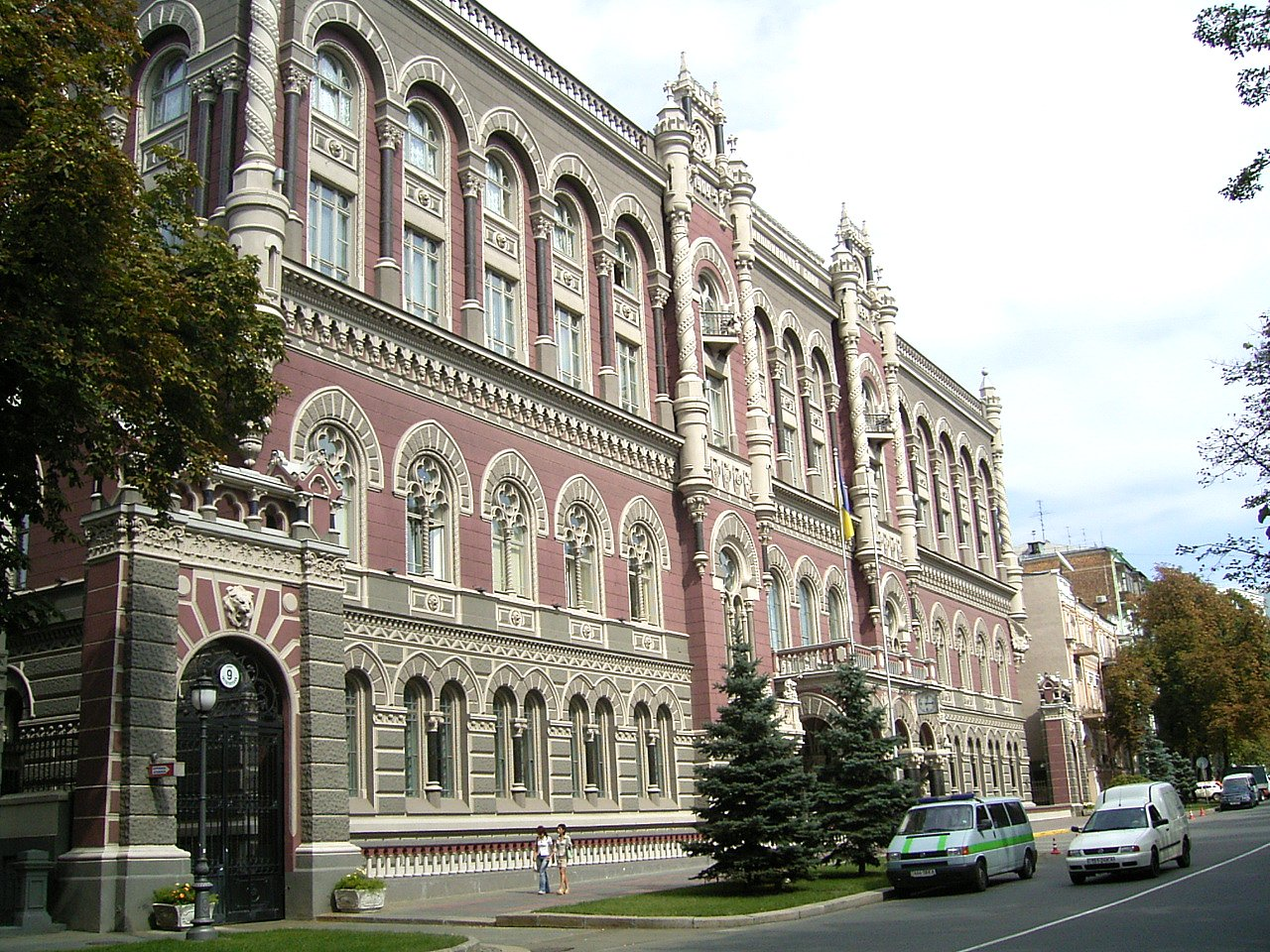
Будівля Національного банку України

На реверсі монети зображено: величний архітектурний комплекс, домінантою якого є Собор Зарваницької Матері Божої та дзвіниця, написи: «МАРІЙСЬКИЙ ДУХОВНИЙ ЦЕНТР» (угорі півколом) і «с. ЗАРВАНИЦЯ/ ТЕРНОПІЛЬСЬКА ОБЛ». (унизу).

## Автори
- Художники: Таран Володимир, Харук Олександр, Харук Сергій (аверс), Дем'яненко Володимир (реверс).
- Скульптор — Дем'яненко Володимир.

## Вартість монети
Ціна монети — 575 гривень була вказана на сайті Національного банку України в 2012 році.
Фактична приблизна вартість монети, з роками змінювалася так:
| Рік        | 2011 | 2012 | 2013 | 2014 | 2015 | 2016 | 2017 | 2018 | 2019 | 2020 | 2021  | 2022  | 2023  | 2024  | 2025  |
| ---------- | ---- | ---- | ---- | ---- | ---- | ---- | ---- | ---- | ---- | ---- | ----- | ----- | ----- | ----- | ----- |
| Ціна, грн. | 450  | 550  | 650  | 500  | 790  | 920  | 900  | 970  | 920  | 920  | 1 200 | 1 500 | 1 950 | 2 900 | 3 200 |